# William King (Autor)

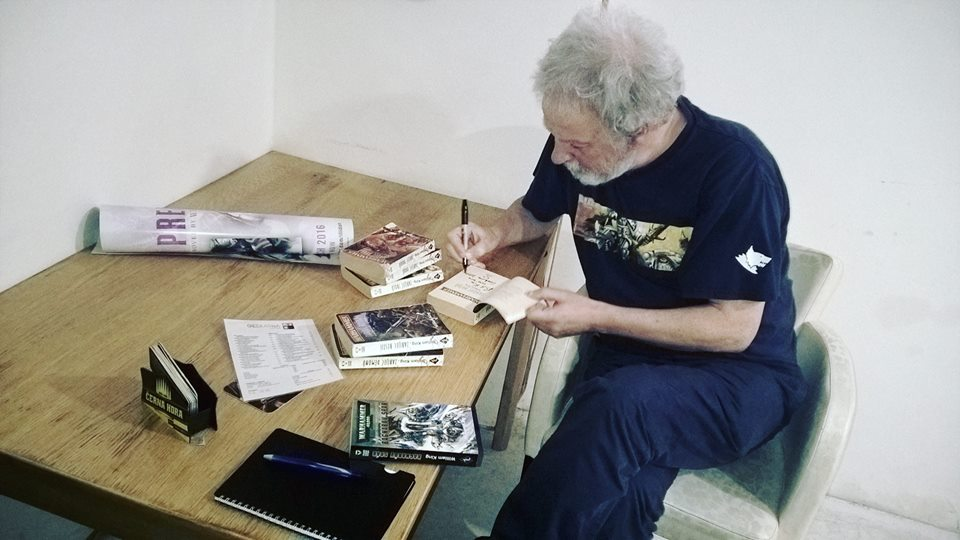
William King

William King (* 7. Dezember 1959 in Stranraer in Schottland), auch bekannt als Bill King, ist ein britischer Fantasy- und Science-Fiction-Autor.

## Leben
William King wurde am 7. Dezember 1959 im schottischen Stranraer als ältestes von fünf Kindern geboren. Er besuchte die Dalrymple Primary School und die Stranraer Academy, bevor er 1977 begann, an der University of Edinburgh Englisch zu studieren. Dort lernte er Pen-&-Paper-Rollenspiele und Tabletops kennen, die sich bedeutend auf seine weitere berufliche Laufbahn auswirken sollten.
Nachdem er in verschiedenen Branchen – sogar in einer Schokoladenfabrik – gearbeitet hatte, kam King 1989 zum Spielehersteller Games Workshop, dem Vertreiber der Tabletopsysteme Warhammer Fantasy und Warhammer 40,000.
Seitdem arbeitet William King als Autor für die Games-Workshop-Tochterfirma Black Library, seine Romane sind thematisch im Warhammer-Universum angesiedelt. Bekannt sind die von ihm geschaffenen Charaktere Gotrek & Felix und Ragnar Schwarzmähne.
Längere Zeit lebte King in Prag, wo er seine Frau Radka im September 2005 heiratete. 2006 kehrte die Familie nach Schottland zurück und lebt nun in Glasgow.

## Werke
William Kings Werke werden in Deutschland von den Verlagen Heyne und Piper publiziert.

### Gotrek & Felix
Der Gotrek & Felix-Romanzyklus spielt in der Warhammer-Fantasy-Welt und handelt von den Abenteuern des Zwerges Gotrek Gurnisson und seines menschlichen Gefährten Felix Jaegar.
- Schicksalsgefährten, 2001, ISBN 3-492-29131-7, Trollslayer, 1999
- Der Graue Prophet, 2001, ISBN 3-492-29132-5, Skavenslayer, 1999
- Die Chaos-Wüste, 2002, ISBN 3-492-29133-3, Daemonslayer, 1999
- Der Hort des Drachen, 2002, ISBN 3-492-29134-1, Dragonslayer, 2000
- Dämonenkrieger, 2003, ISBN 3-492-29135-X, Beastslayer, 2001
- Vampirkrieger, 2003, ISBN 3-492-29136-8, Vampireslayer, 2001
- Gigantenkrieger, 2004, ISBN 3-492-29137-6, Giantslayer, 2003

Die Reihe wurde zunächst von Nathan Long und später anderen Autoren weitergeführt.

### Space Wolf-Zyklus
Der Space Wolf-Zyklus spielt in der Warhammer-40,000-Welt und handelt vom Space Marine Ragnar Blackmane (deutsch: Ragnar Schwarzmähne).
- Space Wolf, 2011, ISBN 3-453-53390-9, Space Wolf, the First Omnibus, 2007 (Sammelband, beinhaltet die folgenden drei Bücher)
- Wolfskrieger, 2002, ISBN 3-453-21318-1, Space Wolf, 1999
- Ragnars Mission, 2003, ISBN 3-453-86356-9, Ragnar's Claw, 2000
- Der Graue Jäger, 2003, ISBN 3-453-87535-4, Grey Hunter, 2002
- Wolfsschwert, 2004, ISBN 3-453-52011-4, Wolfblade, 2003

Die Romanreihe wird von Lee Lightner weitergeführt.

### Eldar
Ebenfalls im Warhammer 40.000 Universum angesiedelt.
- Runenpriester, 2004, ISBN 3-453-87949-X, Farseer, 2002

### Die Legende der Terrach
- Der Dämonengott, 2007, ISBN 3-492-29173-2, Death´s Angel, 2005
- Der Schlangenturm, 2007, ISBN 3-492-29182-1, The Serpent Tower,
- Der Blutkrieger, 2008, ISBN 3-492-75003-6, The Queen´ Assassin, 2007

### World of Warcraft
- Illidan: World of Warcraft, 2016, ISBN 978-1785652417